# دبلیو ای وای-۶۲۹
دبلیو ای وای-۶۲۹ (به انگلیسی: WAY-629) با فرمول شیمیایی C15H18N2 یک ترکیب شیمیایی است. که جرم مولی آن ۲۲۶٫۳۲ گرم بر مول می‌باشد.